# Breynat (Alberta)
Pour les articles homonymes, voir Breynat.
Ne doit pas être confondu avec Brenat.
Breynat est un hameau (hamlet) du Comté d'Athabasca, situé dans la province canadienne d'Alberta.

## Toponymie
Le terme « Breynat » constitue un patronyme de famille d'origine française.